# Nordpfad Dör’t Moor
Der Nordpfad Dör’t Moor ist ein im Süden von Rotenburg (Wümme) gelegener Rundwanderweg mit einer Länge von 10,37 km. Er gehört zu den 24 Nordpfad-Wanderwegen. 2021 wurde er als „Deutschlands Schönster Wanderweg 2021“ in der Rubrik Tagestouren ausgezeichnet.

## Tourdaten

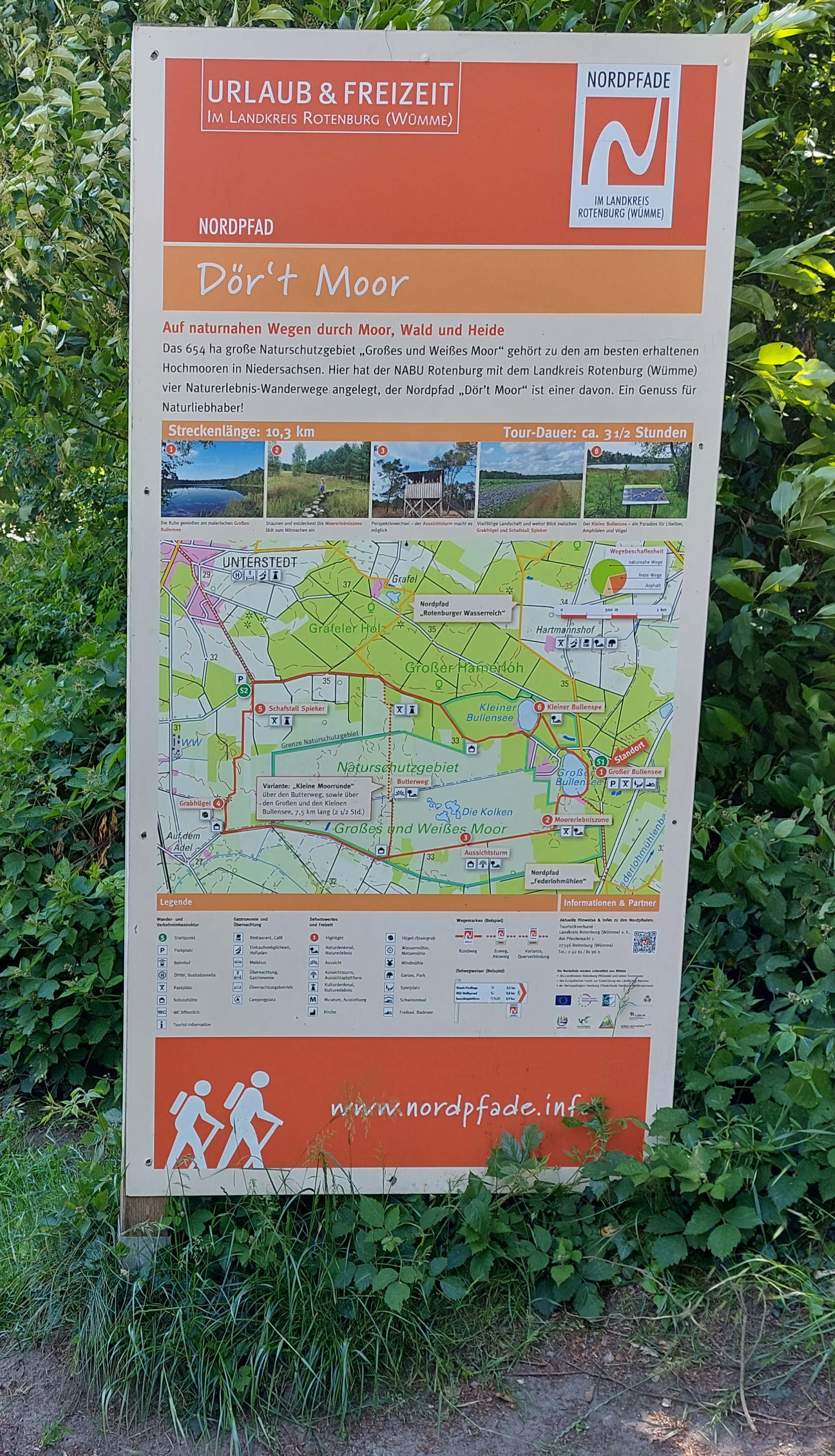
Infotafel und Startpunkt 1 des Nordpfads Dör’t Moor

Der Nordpfad Dör’t Moor hat eine Streckenlänge von 10,37 km und eine Gehzeit von etwa 2,5 h. Er ist zu jeder Jahreszeit wanderbar. Start- und Zielpunkt des Rundwanderwegs ist der Parkplatz Großer Bullensee in Rotenburg (Wümme). Der Weg ist mit dem für die Nordpfade typischen Markierungszeichen (weißes „N“ auf orangem Grund) mit dem Namen des Nordpfades (hier: Dör’t Moor) gekennzeichnet. Zusätzlich gibt es Zielwegweiser an markanten Stellen, auf denen sich Orte auf der Strecke oder Abzweigungen zusammen mit den Entfernungskilometern befinden.

### Highlights
Auf dem Nordpfas Dör’t Moor gibt es mehrere sehenswerte Highlights. Darunter fallen das Naturschutzgebiet Großes und Weißes Moor, die Moor-Erlebniszone, bei der es verschiedene Mitmach-Stationen gibt, die Grabhügel der Jungsteinzeit sowie der Schafstall Spieker. Dort ist zudem ein „Tischlein-deck-Dich!“-Rastplatz vorhanden. Daneben sind auch der Große Bullensee mit Bademöglichkeit und Spielplatz sowie das Naturschutzgebiet Kleiner Bullensee lohnenswerte Anhaltspunkte. Mit einem Abstecher von 1,6 km erreicht man zudem den Ort Unterstedt mit Kulturpfad sowie Einkehr- und Übernachtungsmöglichkeiten.

### Vernetzung mit anderen Nordpfaden
Der Nordpfad Dör’t Moor verläuft streckenweise parallel zu dem Nordpfad Rotenburger Wasserreich. Zudem erreicht man über einen Zuweg von 1,1 km den Startpunkt 2 des Nordpfads Federlohmühlen und über einen 3,6 km langen Zuweg den Nordpfad Wümmeniederung.

## Natur
Der Nordpfad Dör’t Moor führt durch einen Teil des 654 ha großen Naturschutzgebiets „Großes und Weißes Moor“, das zu den am besten erhaltenen Hochmooren in Niedersachsen gehört. Zu sehen gibt es neben der Moorlandschaft mit ihren Birken und Moorgräben auch Wald- und Heideabschnitte sowie zwei Seen.

## Wegbeschreibung und Variante

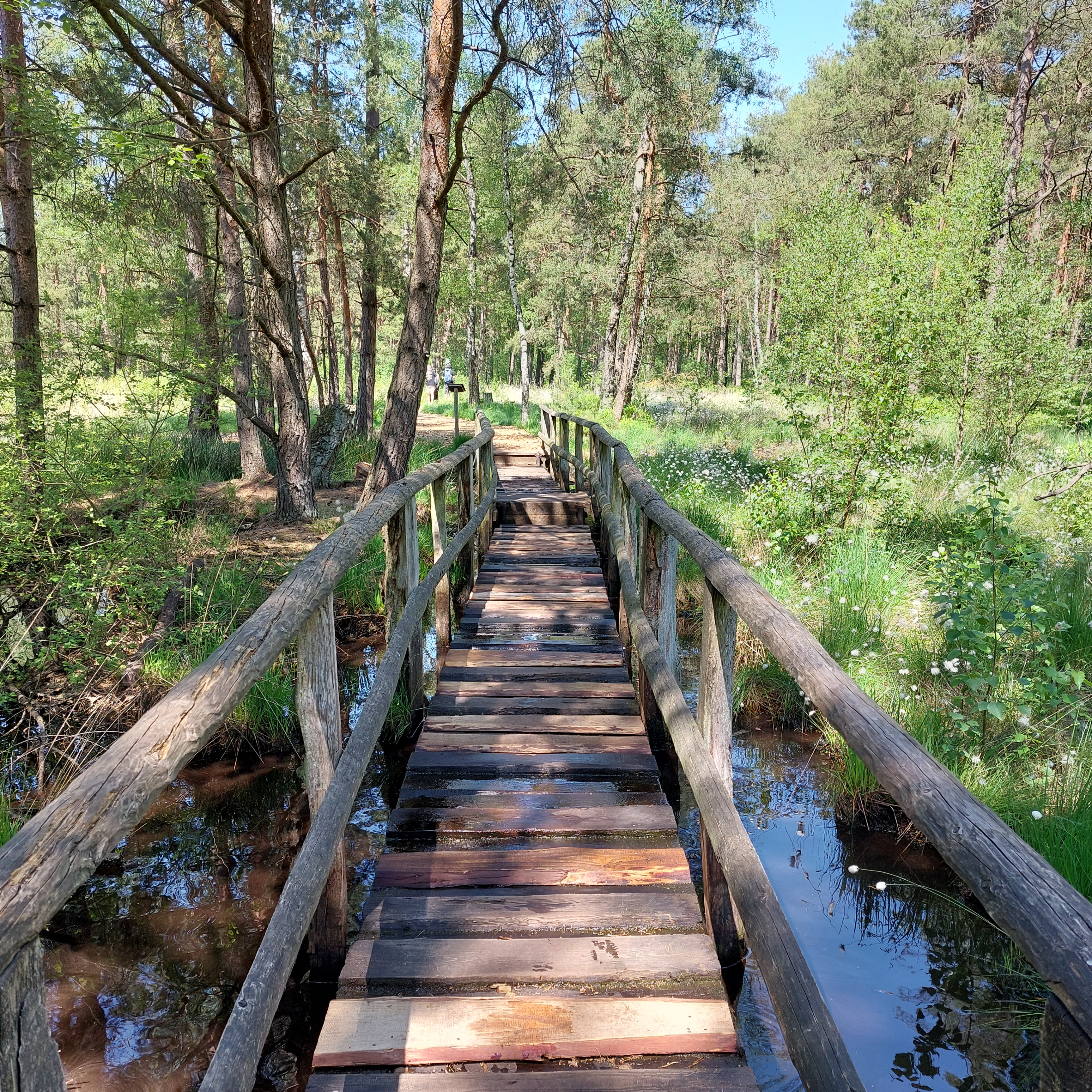
Holzsteg auf dem Nordpfad Dör’t Moor

Der Rundwanderweg beginnt am Parkplatz des Großen Bullensees. Nachdem man ein kleines Stück am See entlangwandert, erreicht man über Holzhäcksel und Holzstege die Moorerlebniszone. Hier wird man mit Infotafeln und Themenpavillons durch das Moor begleitet.
Nach einem Kilometer erreicht man einen Aussichtsturm, von dem aus man die Moor- und Wiesenlandschaft überblicken und verschiedene Vogelarten wie Sperber, Mäusebussarde oder Kraniche beobachten kann. Anschließend gelangt man zu einer großen Moorwasserfläche. Von hier aus kann man entweder dem Nordpfad weiter folgen, oder die etwas kürzere Variante „De Bodderpad“ nehmen.
Bleibt man auf dem Nordpfad, verlässt man das Moor und erreicht über eine wenig genutzte Straße schließlich wieder naturnahe Wege, auf denen erneut Themenpavillons und –tafeln über das Moor und die dortige Flora und Fauna angebracht sind. Anschließend geht es an einer kleinen Heidefläche vorbei zu fünf Grabhügeln aus der Jungsteinzeit, bevor man über eine abwechslungsreiche Landschaft aus Moor-, Feld- und Waldabschnitten den 250 Jahre alten Schafstall Spieker erreicht, wo einer von zwei Nordpfade „Tischlein-deck-Dich!“-Rastplätze liegt. Dort kann bei ansässigen Restaurants eine Lieferung mit regionalen Produkten bestellt werden. Von dem Rastplatz ist der Ort Unterstedt über einen Abstecher von 1,6 km zu erreichen. Vom Schafstall aus gelangt man entlang des Staatsforstes Grafeler Holz über eine Wiesen- und Weidelandschaft zum Kleinen Bullensee, einem unter Naturschutz stehenden Moorsee. Der letzte Abschnitt führt durch einen dichten Waldpfad zurück zum Großen Bullensee, der den Abschluss der Rundtour darstellt.

### Variante „Kleine Moorrunde“
Die „Kleine Moorrunde“ stellt eine kürzere Alternative zum Nordpfad Dör’t Moor dar und ist etwa 7,5 km lang. Abgekürzt wird über den Butterweg (Plattdeutsch: „De Bodderpad“), der früher die kürzeste Verbindung zwischen Kirchwalsede und Rotenburg (Wümme) darstellte. Der auch als „Variante Nordpfad Dör’t Moor“ ausgeschilderte Weg führt über Holzstege vorbei an einem Schafstall, bis er schließlich wieder auf den regulären Nordpfad trifft.

## Auszeichnungen
Der Nordpfad Dör’t Moor wurde mit dem Qualitätssiegel „Qualitätsweg Wanderbares Deutschland“ des Deutschen Wanderverbands ausgezeichnet und ist damit einer von fünf Nordpfaden, die dieses Zertifikat erhalten haben. Daneben wurde der Nordpfad Dör’t Moor 2021 in der Publikumswahl vom Wandermagazin zu „Deutschlands schönstem Wanderweg“ in der Kategorie Tagestouren gewählt.